# Puls 2
Puls 2 – polska stacja telewizyjna o charakterze rozrywkowym nadająca od 19 lipca 2012 roku.

## Historia
W roku 2010 poinformowano, że spółka TV Puls uruchomi swój drugi kanał – TV Puls 2.
13 lipca 2012 roku uruchomiono emisję testową stacji. Regularna emisja programu, pod nazwą Puls 2, rozpoczęła się 19 lipca 2012 o godzinie 12.00. W ramówce znalazły się programy lifestyle’owe, typu talk-show i muzyczne, a także filmy, seriale oraz kreskówki.
23 lutego 2015 Puls 2 zaczął nadawać w jakości HD.

## Dostępność
W związku z rozpoczęciem nadawania stacja znalazła się w ofercie naziemnej telewizji cyfrowej (DVB-T). Dekadę później nadawca poinformował o planach emisji stacji w wysokiej rozdzielczości (HD) także naziemnie w związku z wejściem standardu DVB-T2.
13 września 2013 kanał pojawił się na Platformie Canal+ (ówcześnie nc+), a 23 września 2013 na platformie Orange TV.
We wrześniu 2015 roku Puls 2 w wersji HD udostępniono w sieci kablowej UPC. 
15 kwietnia 2021 roku kanał wszedł także do oferty platformy Polsat Box (ówcześnie Cyfrowego Polsatu).
Początkowo wersja HD dostępna była wyłącznie dla abonentów telewizji kablowych i internetowych (OTT), ale 21 października 2021 roku pojawiła się w przekazie satelitarnym; 16 listopada zakończono emisję wersji SD z satelity (kanał pozostał w ofercie naziemnej telewizji cyfrowej). 21 października 2021 wersja HD zajęła miejsce wersji SD w platformach Canal+ i Orange TV.

## Oferta programowa
Telewizja Puls 2 emituje przede wszystkim powtórki filmów, seriali i innych programów z głównej anteny nadawcy, choć w jej ramówce znajdują się także takie pozycje, których TV Puls nie emitowało. W ofercie stacji na przestrzeni lat znalazły się m.in.: seriale TV Puls (np. Lekarze na start, Lombard. Życie pod zastaw), polskie seriale innych telewizji (np. 13 posterunek 2, Codzienna 2 m. 3), seriale zagraniczne (np. Zabójcze umysły, Continuum: Ocalić przyszłość, Co ludzie powiedzą?, Pomoc domowa, Medicopter 117, Nash Bridges, Zbuntowany anioł, Spartakus: krew i piach), teleturnieje (Czy jesteś mądrzejszy od 5-klasisty?, Następny, proszę!, Gra muzyka), programy typu reality show – polskie (Bankomat. Wyścig z czasem) i zagraniczne (np. Piekielny hotel Gordona Ramsaya), programy poradnikowe (np. Menu na miarę, No problem!, Wstydliwe choroby), talk-show (np. Dr. Phil, Jerry Springer Show) i inne programy rozrywkowe (np. Steve Irwin – łowca krokodyli, MdM, Spotkanie z Balladą, Ale numer!, Goło i wesoło).
Istotną część ramówki stacji zajmują filmy i seriale dla dzieci – ta część ramówki nazywa się Puls Kids (dawniej Junior TV) – są to głównie starsze polskie kreskówki, seriale animowane produkcji Hanna-Barbera i Warner Bros., Walt Disney Television Animation, Nickelodeon oraz HIT Entertainment, a także seriale na podstawie kinowych filmów studia DreamWorks, a ponadto: Baranek Shaun, Wilk i Zając, Krecik, Świat według Ludwiczka, Słoń Benjamin, Bibi Blocksberg, Marta mówi, Smerfy, Angry Birds Toons, Hutosie, Teletubisie, Kropelka – przygody z wodą, Bing, Timon i Pumba, Flintstonowie, Tom i Jerry, Zwariowane Melodie, Gumisie, Oggy i karaluchy, Świat Elmo.

### Programy emitowane na Puls 2 premierowo
- Dzielnica strachu (od 2021[14]) – serial kryminalny. Osobny artykuł: Dzielnica strachu.
- Hit Kabaret Show (2023) – cykl widowisk kabaretowych[15].
- Instaidollki (2021) – reality show z udziałem influencerek[16].
- Kabaretowe gogle i boks (2019) – program rozrywkowy Kabaretu pod Wyrwigroszem nawiązujący nazwą i formułą do programu TTV Gogglebox. Przed telewizorem[17].
- Kurierzy (2023) – serial przedstawiający losy pracowników i klientów firmy kurierskiej[18].
- Rinke. Na krawędzi (2022; druga seria – pierwszą serię programu pokazała w 2018 roku TTV)[19].

## Logo Puls 2
| Data wprowadzenia              | Opis                                                                                                 | Ilustracja |
| ------------------------------ | --- | ---------- |
| 13 lipca 2012 (emisja testowa) | Dwa czerwone „bąbelki”: w większym mały napis „tv” i większy napis „puls”, w mniejszym cyfra „2”.    |            |
| 19 lipca 2012                  | Logo podobne do tego, które było używane podczas emisji testowej TV Puls 2, ale usunięto napis „tv". |            |
| 14 lutego 2014                 | Logo podobne do poprzedniego, ale „bąbelki” zastąpiono kulami.                                       |            |